# Radar tronçon
Pour les articles homonymes, voir radar (homonymie).

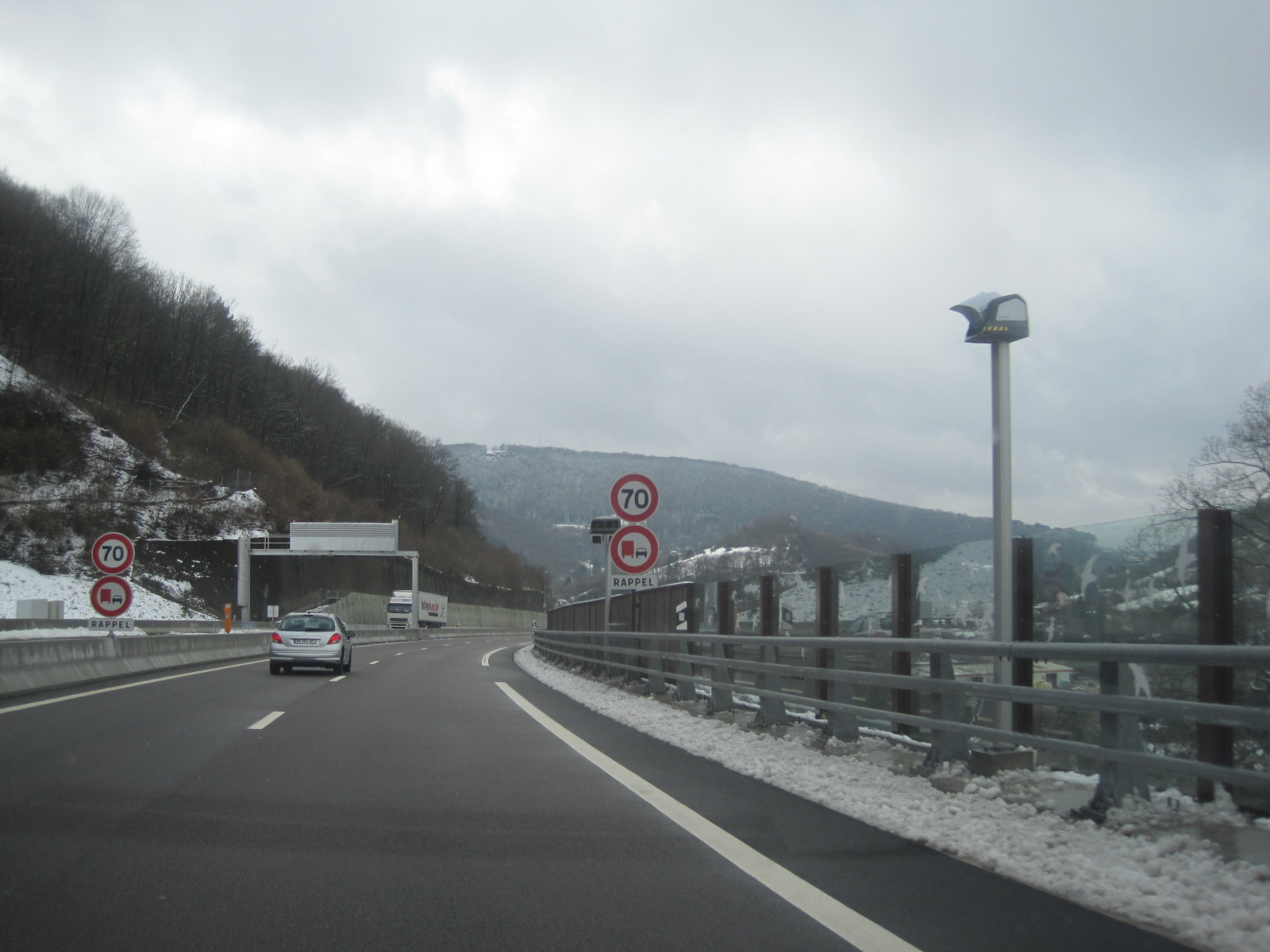
Premier radar tronçon de France mis en service en 2012 sur la partie « voie des Mercureaux » de la route nationale 57 à l'arrivée à Besançon en provenance de Pontarlier, avec détecteur de vitesse et caméras.

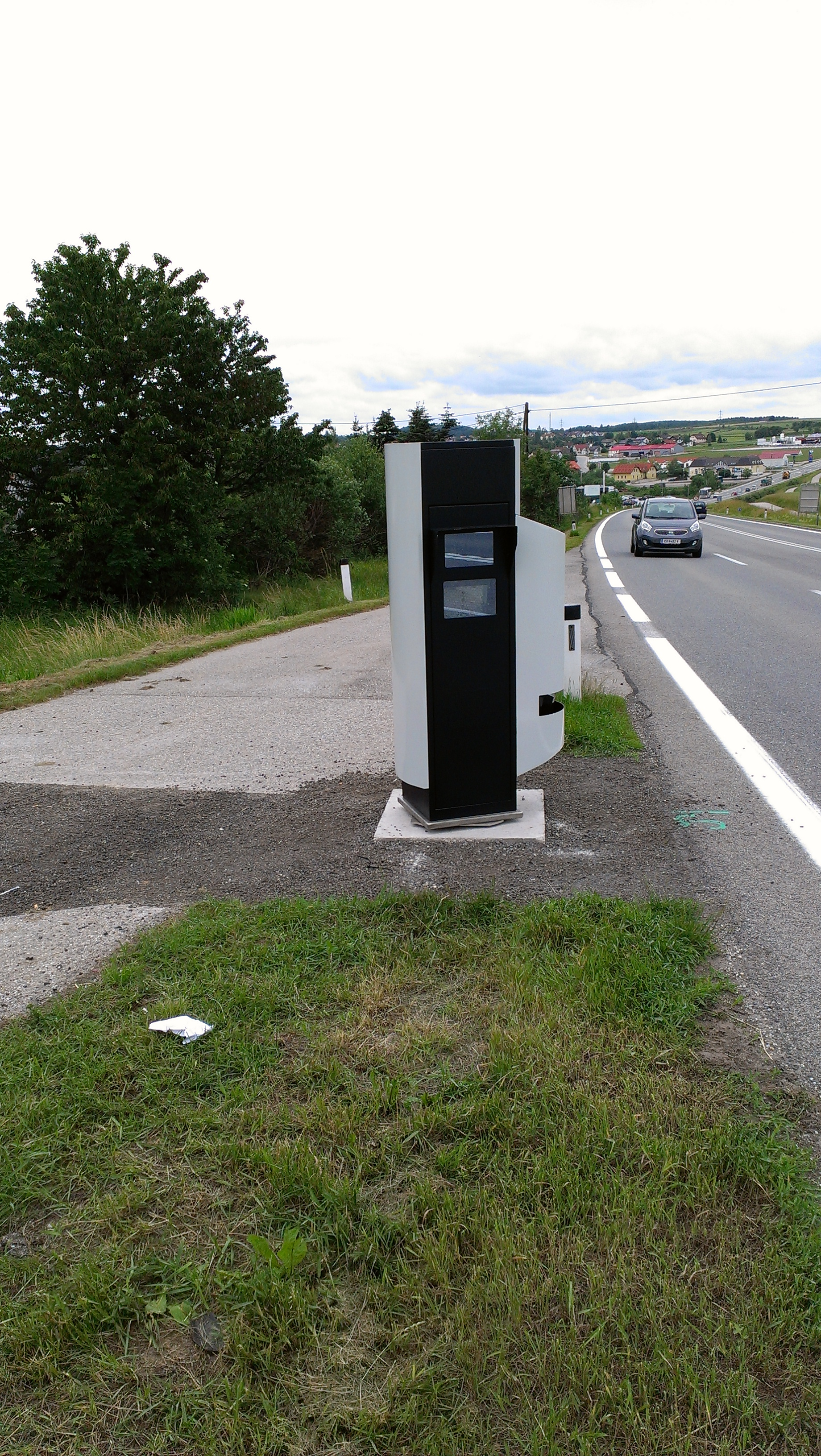
Radar tronçon sur la B37 à Gföhl (Autriche).

Un radar tronçon est un radar automatique à base de caméras infrarouge, de détecteurs de vitesse et de traitement d'images permettant de calculer des vitesses moyennes de circulation routière (et fluviale)  et de traiter par informatique les infractions de vitesse au code de la route de véhicules entre deux points éventuellement distants de plusieurs kilomètres.
Contrairement aux radars ponctuels traditionnels, les radars tronçons n'entrainent pas de ralentissement aux abords des installations et favorisent la fluidité du trafic routier.

## Belgique
En Belgique, les premiers tests ont été effectués en Wallonie en avril 2009 à Tournai et au tunnel de Cointe à Liège. Par la suite, des essais ont débuté par la Flandre sur la E17 (A14) à Gentbrugge en direction de Courtrai.
Le premier radar tronçon à être homologué et à être répressif est celui du viaduc de Gentbrugge, depuis le 8 juin 2012.
Il y a également des radars tronçons sur les voies navigables, notamment sur le canal Albert.

### Radars actifs
| Route        | Localité             | Direction   | Vitesse maximale | Date | Statut                             | Longueur     |
| ------------ | -------------------- | ----------- | ---------------- | ---- | ---------------------------------- | ------------ |
| E 25         | Liège                | Double sens | 80 km/h          | 2009 | Actif (Depuis le 27 décembre 2012) | Environ 3 km |
| E 17         | Viaduc de Gentbrugge | Courtrai    | 90 km/h          | 2009 | Actif (Depuis le 8 juin 2012)      | 1,9 km       |
| E 17         | Viaduc de Gentbrugge | Anvers      | 90 km/h          | 2012 | Actif (Depuis le 22 mars 2013)     | 1,9 km       |
| Canal Albert | Sluse                | Anvers      | 15 km/h          | 2012 | Actif (Depuis le 1er février 2013) |              |
| Canal Albert | Sluse                | Maastricht  | 15 km/h          | 2012 | Actif (Depuis 1er février 2013)    |              |
| E 40         | Wetteren - Erpe-Mere | Bruxelles   | 120 km/h         | 2012 | Actif (Depuis le 22 mars 2013)     | 7,42 km      |
| E 40         | Erpe-Mere - Wetteren | Gand        | 120 km/h         | 2012 | Actif (Depuis le 22 mars 2013)     | 7,42 km      |

### Radars futurs
| E 40 - Zwijnaarde - Aalter                               | 7,42 km | Double sens | Février 2013   |                   |             |      |  |  |  |
| - Tunnel Kennedy                                         |         |             |                |                   |             |      |  |  |  |
| E 40 - Sterrebeek - Bertem                               |         | Leuven      | septembre 2018 |                   |             |      |  |  |  |
| - Viaduc de Wilrijk - Bevrijdingstunnel/Jan De Vostunnel |         |             |                |                   |             |      |  |  |  |
| E 17 - Deinze - Gentbrugge                               |         |             |                |                   |             |      |  |  |  |
| E 313 - Wommelgem                                        |         |             |                |                   |             |      |  |  |  |
| E 17 - Deinze - Kruishoutem                              |         | Courtrai    |                | - Honvelez6,20 km | Double sens | 2024 |  |  |  |
| E 19 - Halle                                             |         |             |                |                   |             |      |  |  |  |

Références

## En France

### Historique
Après l'Italie, la Grande-Bretagne, l'Allemagne, les Pays-Bas, la Norvège, la Suisse et la Belgique, la France s'équipe de « radars tronçon » Mesta 5000 Smart de la société Morpho (groupe Safran, ex-Sagem), avec un premier modèle mis en service le 25 août 2012 sur la partie « voie des Mercureaux » de la N 57 à l'arrivée à Besançon en provenance de Pontarlier, et un second sur le pont de Saint-Nazaire mis en service le 7 septembre 2012. L'installation de 20 et 100 radars tronçon supplémentaires sont prévus en France d'ici fin 2012.

### Fonctionnement
Contrairement au radar automatique fixe qui contrôle la vitesse instantanée d'un véhicule, les radars tronçon sont composés de deux caméras infrarouge distantes couplées à des détecteurs de vitesse qui enregistrent les plaques d’immatriculation, l'heure de passage au dixième de seconde près et les vitesses instantanées des véhicules au départ et à l'arrivée d'un tronçon contrôlé. Un système de traitement de l'information calcule alors sans marge de tolérance la vitesse moyenne entre les deux passages.
En cas d'infraction de vitesse mesurée, aucun flash photographique ni autre forme d'avertissement n'informe le conducteur. Les clichés sont envoyés automatiquement au centre automatisé de constatation des infractions routières de Rennes puis les contraventions au contrevenant par La Poste.

### Radars en activité
| Route   | Commune                       | Direction                      | Vitesse maximale                                     | Date            | Statut | Longueur       |
| ------- | ----------------------------- | ------------------------------ | ---------------------------------------------------- | --------------- | ------ | -------------- |
| D 1075  | Aspremont                     |                                | 90 km/h                                              |                 | Actif  | Environ km     |
|         | Auffargis                     |                                | km/h                                                 |                 | Actif  | Environ km     |
|         | Auxey-Duresses                |                                | km/h                                                 |                 | Actif  | Environ km     |
|         | Baisieux                      |                                | km/h                                                 |                 | Actif  | Environ km     |
|         | Beaucaire                     |                                | km/h                                                 |                 | Actif  | Environ km     |
| N 57    | Beure                         | Besançon                       | 70 km/h                                              | 25 août 2012    | Actif  | 2 km           |
|         | Campénéac                     |                                | km/h                                                 |                 | Actif  | Environ km     |
|         | Canteleu                      |                                | km/h                                                 |                 | Actif  | Environ km     |
| D 2020g | Cercottes                     | Orléans                        | 90 km/h                                              |                 | Actif  | 2,3 km         |
|         | Cheval-Blanc                  |                                | km/h                                                 |                 | Actif  | Environ km     |
| D 2020  | Chevilly                      | Paris                          | 90 km/h                                              |                 | Actif  | 2,3 km         |
|         | Croix-Mare                    |                                | km/h                                                 |                 | Actif  | Environ km     |
| D 301   | Divion                        | Lens                           | 90 km/h                                              |                 | Actif  | 1,5 km         |
|         | Èze                           |                                | km/h                                                 |                 | Actif  | Environ km     |
|         | Feings                        |                                | km/h                                                 |                 | Actif  | Environ km     |
| N 59    | Frapelle / Bertrimoutier      |                                | 80 km/h                                              |                 | Cassé  | 2,3 km         |
|         | Genissac                      |                                | km/h                                                 |                 | Actif  | Environ km     |
|         | Grospierres                   |                                | km/h                                                 |                 | Actif  | Environ km     |
|         | Gujan-Mestras                 |                                | km/h                                                 |                 | Actif  | Environ km     |
|         | Hochfelden                    |                                | km/h                                                 |                 | Actif  | Environ km     |
|         | Isneauville                   |                                | km/h                                                 |                 | Actif  | Environ km     |
|         | Joux                          |                                | km/h                                                 |                 | Actif  | Environ km     |
|         | La Ferté-Macé                 |                                | km/h                                                 |                 | Actif  | Environ km     |
|         | La Gaude                      |                                | km/h                                                 |                 | Actif  | Environ km     |
| D 137   | La Mézière                    | Rennes                         | 110 km/h                                             |                 | Actif  | Environ km     |
|         | La Rochepot                   |                                | km/h                                                 |                 | Actif  | Environ km     |
|         | Landos                        |                                | km/h                                                 |                 | Actif  | Environ km     |
|         | Lanton                        |                                | km/h                                                 |                 | Actif  | Environ km     |
|         | Le Cannet-des-Maures          |                                | km/h                                                 |                 | Actif  | Environ km     |
|         | Le Château-d'Oléron           |                                | km/h                                                 |                 | Actif  | Environ km     |
|         | Le Châtelet-sur-Retourne      | Reims                          | 110 km/h                                             |                 | Actif  | Environ 8 km   |
| N 85    | Le Pont-de-Claix              | Dans les 2 sens de circulation | 80 km/h                                              |                 | Actif  | Environ 1,5 km |
| D 735   | Pont de Ré                    | Ile de Ré                      | 80 km/h (50 km/h en cas de conditions particulières) | 16 octobre 2014 | Actif  | Environ 3 km   |
|         | Les Essarts-le-Roi            |                                | km/h                                                 |                 | Actif  | Environ km     |
|         | Magny-Cours                   |                                | 110 km/h                                             |                 | Actif  | Environ km     |
|         | Malaussène                    |                                | km/h                                                 |                 | Actif  | Environ km     |
|         | Maury                         |                                | km/h                                                 |                 | Actif  | Environ km     |
|         | Montoir de Bretagne           |                                | km/h                                                 |                 | Actif  | Environ km     |
|         | Mougins                       |                                | km/h                                                 |                 | Actif  | Environ km     |
|         | Pau (rocade depuis Tarbes)    | D938                           | 70 km/h                                              |                 | Actif  | 1,7 km         |
|         | Persan                        |                                | km/h                                                 |                 | Actif  | Environ km     |
| D13     | Pezenas                       | Saint Thibery vers Pezenas     | 90 km/h                                              |                 | Actif  | Environ km     |
|         | Pouzols                       |                                | km/h                                                 |                 | Actif  | Environ km     |
|         | Prissé                        |                                | km/h                                                 |                 | Actif  | Environ km     |
|         | Pujols                        |                                | 110 km/h                                             |                 | Actif  | Environ 3 km   |
|         | Quimperlé                     |                                | 110 km/h                                             |                 | Actif  | 8,6 km         |
| D 14    | Sagy                          | Cergy (A15)                    | 110 km/h                                             |                 | Actif  | Environ 1,2 km |
|         | Sainghin-en-Mélantois         |                                | km/h                                                 |                 | Actif  | Environ km     |
|         | Saint-Brevin-les-Pins         |                                | km/h                                                 |                 | Actif  | Environ km     |
|         | Saint-Germain-en-Laye         |                                | km/h                                                 |                 | Actif  | Environ km     |
|         | Saint-Jacques-des-Blats       |                                | km/h                                                 |                 | Actif  | Environ km     |
| N 20    | Saint-Jean-de-Verges          |                                | 110 km/h                                             |                 | Actif  | Environ 7 km   |
|         | Saint-Jean-le-Centenier       |                                | km/h                                                 |                 | Actif  | Environ km     |
| D401    | Saint-Langis-lès-Mortagne     | Rocade vers bourg              | 90 km/h                                              | 15 juillet 2013 | Actif  | Environ 2 km   |
|         | Saint-Laurent-sur-Manoire     |                                | km/h                                                 |                 | Actif  | Environ km     |
|         | Saint-Martin-de-Saint-Maixent |                                | km/h                                                 |                 | Actif  | Environ km     |
|         | Saint-Paul-de-Fenouillet      |                                | km/h                                                 |                 | Actif  | Environ km     |
|         | Saint-Priest[Lequel ?]        |                                | km/h                                                 |                 | Actif  | Environ km     |
|         | Saint-Privat-des-Vieux        |                                | km/h                                                 |                 | Actif  | Environ km     |
|         | Saint-Sylvestre               |                                | km/h                                                 |                 | Actif  | Environ km     |
| A48     | Saint-Victor-de-Cessieu       | Lyon                           | km/h                                                 |                 | Actif  | Environ 2 km   |
|         | Sainte-Feyre                  |                                | km/h                                                 |                 | Actif  | Environ km     |
|         | Salindres                     |                                | km/h                                                 |                 | Actif  | Environ km     |
|         | Sarlat-la-Canéda              |                                | km/h                                                 |                 | Actif  | Environ km     |
|         | Sauvagnat-Sainte-Marthe       |                                | km/h                                                 |                 | Actif  | Environ km     |
|         | Scey-Maisières                |                                | km/h                                                 |                 | Actif  | Environ km     |
|         | Soyaux                        |                                | 90 km/h                                              |                 | Actif  | Environ km     |
|         | Toulon (tunnel)               |                                | 70 km/h                                              |                 | Actif  | Environ km     |
|         | Utelle                        |                                | km/h                                                 |                 | Actif  | Environ km     |
|         | Uzerche                       |                                | km/h                                                 |                 | Actif  | Environ km     |
|         | Vidauban                      |                                | km/h                                                 |                 | Actif  | Environ km     |
|         | Vigny                         |                                | km/h                                                 |                 | Actif  | Environ km     |
| D 461   | Villers-le-Lac                | Le Locle                       | 90 km/h                                              |                 | Actif  | 3,2 km         |
|         | Violay                        |                                | km/h                                                 |                 | Actif  | Environ km     |
|         | Visan                         |                                | km/h                                                 |                 | Actif  | Environ km     |
|         | Vitry-en-Charollais           |                                | km/h                                                 |                 | Actif  | Environ km     |
|         | Warlincourt-lès-Pas           |                                | km/h                                                 |                 | Actif  | Environ km     |
| A13     | Saint-Cloud (tunnel)          | Paris                          | 70 km/h                                              |                 | Actif  | Environ 1 km   |

## Suisse
| Route | Localité            | Direction | Vitesse maximale |
| ----- | ------------------- | --------- | ---------------- |
| A2    | Arisdorftunnel (de) | Lucerne   | 100 km/h         |
| A9    | Aigle               | Sion      | 120 km/h         |